# 三角军区司令部
三角军区司令部，另译三角洲军区司令部是缅甸陆军三角军区的军事总部，位于缅甸掸邦景栋。主要负责掸邦（东部）地区及其周边地区的军事防御。现任司令为梭莱准将。
三角军区司令部分管第十四以及第十八作战指挥部。

## 历史
1961年，东部军区司令部在东枝成立。1972年，析出东北部军区司令部。1996年，析出三角军区司令部，总部设在景栋。

## 历任司令
1. 登盛将军
2. 奇丹少将
3. 敏昂莱少将
4. 觉彪将军
5. 丹吞乌将军
6. 昂佐艾少将
7. 钦莱将军
8. 苗敏吞将军
9. 尼林昂少将[3]
10. 昂楷温少将[4]
11. 梭莱准将